# Cantón de Ruffieux
El cantón de Ruffieux (en francés canton de Ruffieux) era una división administrativa francesa, que estaba situada en el departamento de Saboya y la región de Ródano-Alpes.

## Composición
El cantón estaba formado por ocho comunas:
- Chanaz
- Chindrieux
- Conjux
- Motz
- Ruffieux
- Saint-Pierre-de-Curtille
- Serrières-en-Chautagne
- Vions

## Supresión del cantón
En aplicación del decreto n.º 2014-272 del 27 de febrero de 2014, el cantón de Ruffieux fue suprimido el 1 de abril de 2015 y sus 8 comunas pasaron a formar parte del nuevo cantón del Bugey saboyano.